# Eira Ahola
Eira Ahola (1910 in Pielisjärvi (1973 eingemeindet in Lieksa) – 31. Dezember 1982 in Hamburg) war eine finnische Textilkünstlerin, die in Deutschland tätig war.

## Werdegang
Eira Ahola schloss in Finnland ihr Studium zur Handwerkslehrerin ab und arbeitete als Designerin, bis sie 1943 nach Deutschland ging. Dort studierte sie an den Kunsthochschulen in Stuttgart und Hamburg und gründete 1950 ihr eigenes Atelier in Hamburg, Uhlenhorster Weg 5.
Aholas Textilien sind in deutschen Kirchen und Kunstmuseen zu finden. 1966 erhielt sie zwei Auszeichnungen der Stadt Hamburg. In der Sammlung des Museum für Kunst und Gewerbe befindet sich die Textilarbeit Eira Ahola, Spirale, ein Stickereiwerk von 1973.

## Ausstellungen
- Wundern & Staunen. 100 Jahre Landesmuseum Kunst & Kultur, Oldenburg, 25. Februar – 18. Juni 2023
- Wiki Women – Wissen gemeinsam ergänzen, Museum für Kunst und Gewerbe, Hamburg, 27.05.–24.09.2023[2]
- Tapisserie – Textilkunst in Hamburg, Kunsthaus, Hamburg, 1973[3][4]

## Kirchentextilien
- In der Thomas-Kirche Hamburg-Bramfeld findet sich ein grüner Wandbehang, der mit rot, gelb, weiß, orange bestickt ist, der den Brennenden Dornbusch thematisiert (2. Mose 3).[5]
- Der Friedenskirche, Evang.-Luth. Kirchengemeinde Gräfelfing, wurde ein Wandbehang – der den Regenbogen und die Friedenstaube über der Sintflut zeigt – gestiftet.[6]
- Die Kirche St. Nikolai am Klosterstern in Hamburg ist  mit vier Kanzelbehängen (Antependien) in den Farben violett, weiß, rot und grün mit Gold- und Silberstickerei passend zu den Kirchenjahreszeiten ausgestattet[7]
- St. Peter in Groß Borstel benutzt ebenfalls Antependien für die Kanzel und den Altar von Eira Ahola.[8]
- St. Marien hat ein Parament der Künstlerin als Gewand für Priester.
- Zwei Wandbehänge finden sich in der Eirene Kirche Hamburg-Langenhorn neben dem Fenster und im Kaminzimmer.